# Vía mesolímbica

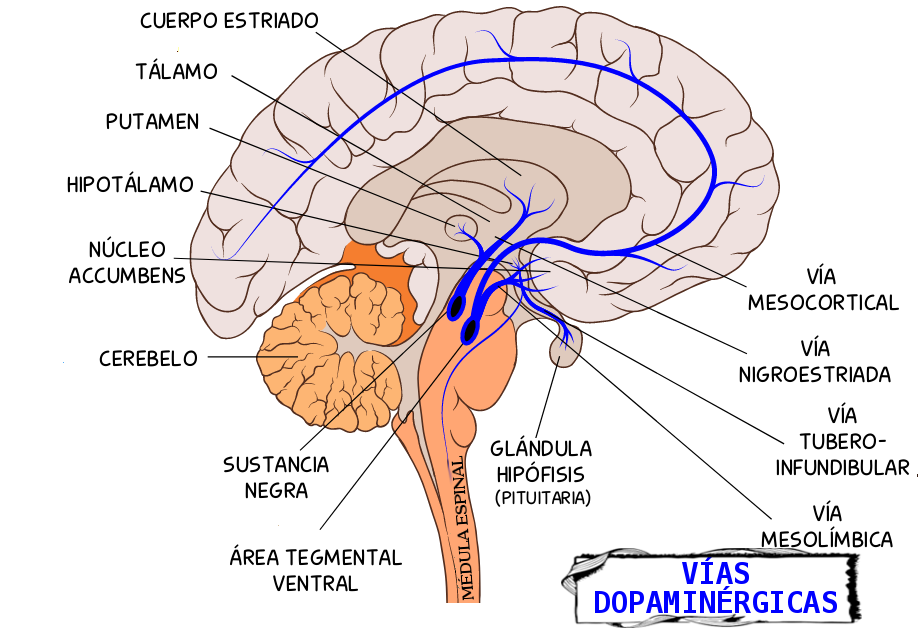
Principales vías del sistema nervioso central, la vía dopaminérgica.

La vía mesolímbica es una de las vías dopaminérgicas en el cerebro. La ruta comienza en el área ventral tegmental del mesencéfalo y se conecta con el sistema límbico por medio del núcleo acuminado, la amígdala cerebral y el hipocampo, así como con la corteza prefrontal. Se sabe que la vía mesolímbica está asociada con la modulación de las respuestas de la conducta frente a estímulos de gratificación emocional y motivación, es decir, es el mecanismo cerebral que media la recompensa. La dopamina, precursor en la síntesis de noradrenalina y adrenalina, es el neurotransmisor predominante en el sistema mesolímbico.
Los trastornos de la vía mesolímbica causa los síntomas positivos de la esquizofrenia.

## Anatomía
Las siguientes estructuras son consideradas parte de la vía mesolímbica: 
El área ventral tegmental (VTA), parte del cerebro medio. Está compuesta por neuronas dopaminérgicas, GABA y de glutamato.
El núcleo accumbens se encuentra en el núcleo estriado ventral y se compone de neuronas espinosas medianas que son el blanco de la mayoría de las aferencias del núcleo acuminado. Se subdivide en subregiones motoras y límbicas conocidas como la corteza y el núcleo. Las neuronas espinosas medianas reciben aportaciones tanto de las neuronas dopaminérgicas de la VTA como las neuronas glutamatérgicas del hipocampo, la amígdala y la corteza prefrontal medial. Las neuronas espinosas medianas liberan tonicamente GABA en el Pálido Ventral. En respuesta a los diferentes estímulos que reciben esta secreción puede estimularse o inhibirse, regulando su función. La liberación de dopamina en esta estructura regula al sistema mesolímbico. 
La amígdala es una gran masa nuclear en el lóbulo temporal en la parte anterior del hipocampo. Se ha asociado con la asignación de las emociones, especialmente el miedo y la ansiedad. Hay dos, uno en cada lóbulo temporal, y sus funciones pueden ser lateralizado. 
El hipocampo está ubicado en la porción medial del lóbulo temporal. Es conocido por su asociación con memoria doble. 
También se ubica el núcleo de la estría terminal y el tubérculo olfatorio.